# Dryopteris ornata
Dryopteris ornata là một loài dương xỉ trong họ Dryopteridaceae. Loài này được Bonap. mô tả khoa học đầu tiên năm 1925.
Danh pháp khoa học của loài này chưa được làm sáng tỏ. 